# سنتز آزلاکتون و آمینو اسید ارلنمایر–پلوکل
سنتز آزلاکتون و آمینو اسید ارلنمایر–پلوکل(به انگلیسی: Erlenmeyer–Plöchl azlactone and amino-acid synthesis)، که تا حدی توسط شیمیدان آلمانی فردریش گوستاو کارل امیل ارلنمایر کشف شد، مجموعه‌ای از واکنش‌های شیمیایی است که از طریق اگزازولون (به نام آزلاکتون نیز شناخته می‌شود) یک N-آسیل‌گلایسین را به آمینواسیدهای مختلف دیگر تبدیل می‌کند.
هیپوریک اسید، مشتق بنزآمید از گلیسین، در حضور استیک انیدرید حلقوی شده، سپس با متراکم شدن، به ۲-فنیل-اوکسازولون تبدیل می‌شود. این واسطه همچنین دارای دو پروتون اسیدی است و با بنزالدهید، استیک انیدرید و سدیم استات واکنش نشان می‌دهد و به آزلاکتون مربوط تبدیل می‌شود. این ترکیب در طی کاهش، دسترسی به فنیل‌آلانین را میسر می‌سازد.

## همچنین ببینید
- واکنش داکین–وست
- واکنش پرکین